# Ernie Watts
Ernest James "Ernie" Watts (23. oktober 1945 i Virginia) er en amerikansk saxofonist, fløjtenist og klarinetist.
Watts er nok bedst kendt fra Charlie Hadens gruppe Quartet West.
Han har også spillet med Buddy Rich, Lee Ritenour, Harvey Mason, Bobby Hutcherson, Paul Anka, Marvin Gay, Blue Mitchell, Carole King, Billy Cobham, Stanley Clarke, Oliver Nelson, Donald Byrd etc. 
Watts er også saxofonisten på filmindspilninger som Grease og The Color Purple. 
Han har lavet en del plader i eget navn.